# Koiné
O grego helenístico, koiné ou coiné (em grego moderno: Ελληνιστική Κοινή, literalmente "koiné helenístico", ou Κοινή Ελληνική, AFI: [kʲiˈni eliniˈkʲi], "koiné grego", também conhecido como ἡ κοινὴ διάλεκτος, AFI: [i kʲiˈni ðiˈalektos], "o dialeto comum"), é a forma popular do grego que emergiu na pós-Antiguidade clássica (c. 300 a.C – AD 300). Outros nomes associados são: alexandrino, patrístico, grego comum, grego bíblico ou grego do Novo Testamento. Os nomes originais foram: koiné, helênico e macedônico (da Macedônia). O koiné é uma língua eclética, proveniente da fusão dos vários dialetos da época, predominando o dialeto ático, que era falado na região da Ática, onde se encontra Atenas.
O koiné foi o primeiro dialeto comum suprarregional na Grécia e chegou a servir como língua franca no Mediterrâneo Oriental e no antigo Oriente Próximo, ao longo do período romano. Foi também a língua original do Novo Testamento da Bíblia e da Septuaginta (tradução grega das escrituras judaicas). O koiné é o ancestral mais próximo do grego moderno.

## História

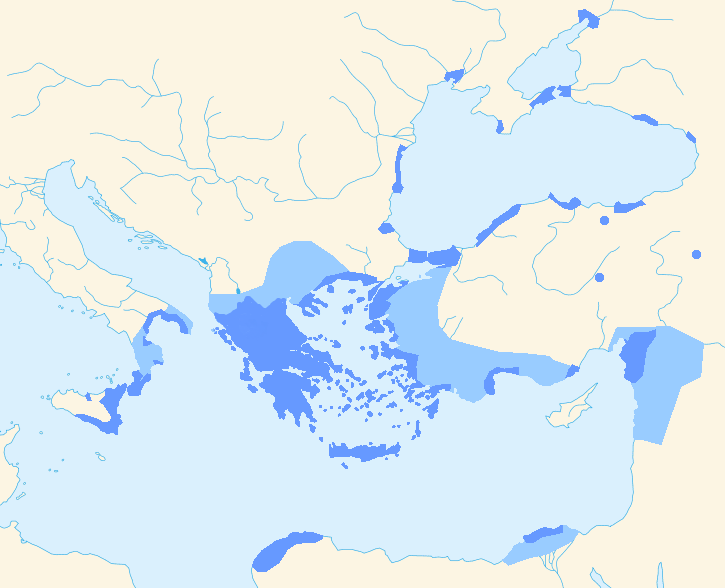
Área de língua grega koiné:

O grego koiné surgiu como um dialeto comum nos exércitos de Alexandre o Grande. Foi sob a liderança da Macedônia que colonizaram o mundo conhecido, seu dialeto comum recém formado foi falado do Egito até as margens da Índia. Embora os elementos do grego koiné tenham tomado forma durante o período Clássico posterior, o período pós-clássico do grego da morte de Alexandre o Grande em 323 a.C., quando as culturas oscilaram sob o helenismo, começou a influenciar a língua. A passagem para o próximo período, conhecido como grego medieval, data da fundação de Constantinopla por Constantino I em 330 d.C.. O período pós-clássico do grego, portanto, refere-se à criação e evolução de todo o grego koiné e toda era helenística e romana da história até o início da Idade Média.

## Nomenclatura
Koiné (Κοινή), "comum", é um termo que tinha sido anteriormente aplicado pelos antigos estudiosos de diversas formas de expressão grega. Uma escola de estudiosos que Apollonius Dyscolus e Aelius Herodianus mantiveram o termo Koiné para se referir a língua protogrega, enquanto outros usaram para se referir a qualquer forma de expressão no vernáculo grego, que diferia da linguagem literária. Quando o Koiné gradualmente tornou-se uma linguagem da literatura, algumas pessoas distinguiram-no em duas formas: (grego) helênico como a forma literária pós-clássico, e (comum) koiné como a forma falada entre o povo. Outros optaram por se referir a Koiné como o dialeto alexandrino (Περὶ τῆς Ἀλεξανδρέων διαλέκτου) ou o dialeto de Alexandria, um termo usado frequentemente por clássicos modernos.

## Raízes
As raízes linguísticas do dialeto grego comum estão evidentes desde os tempos antigos. Durante a era helenística, a maioria dos estudiosos pensava que o Koiné era o resultado da mistura dos quatro principais dialetos do grego antigo, "ἡ ἐκ τῶν τεττάρων συνεστῶσα" (Composição dos quatro). Esta visão foi apoiada no início do século XX pela linguista austríaca P. Kretschmer, em seu livro "Die Entstehung der Koiné" (1901), enquanto o estudioso alemão Wilamowitz e o lingüista francês Antoine Meillet, baseados nos intensos elementos jônicos do Koiné - como σσ em vez de ττ e ρσ em vez de ρρ (θάλασσα - θάλαττα, ἀρσενικός - ἀρρενικός) - considerou-se o Koiné como uma forma simplificada de jônico. A resposta final, que é academicamente aceito hoje, foi dada pelo linguista grego G. N. Hatzidakis, que provou que, apesar da "composição dos quatro", o "núcleo estável" de grego koiné é ático. Em outras palavras, o grego koiné pode ser considerado como a mistura de elementos especialmente jônicos, mas também de outros dialetos. O grau de importância de elementos linguísticos não áticos no Koiné pode variar dependendo da região do mundo helenístico. A este respeito, as variedades de Koiné falado nas colônias jônicas da Ásia Menor e Chipre teria características mais intensamente jônicas do que outras. A literária koiné da época helenística assemelha-se ao ático em tal grau que é frequentemente mencionada como ático comum.

## Koiné(grego bíblico)
O chamado "grego bíblico" refere-se às variedades do grego koiné empregado na Bíblia Sagrada e textos relacionados. Suas principais fontes são:
- A Septuaginta, uma tradução grega da Bíblia Hebraica do século III a.C, a qual possui os livros deuterocanônicos. A maioria dos textos são traduções, mas há algumas porções e textos compostos em grego. Siraque, por exemplo, foi encontrado em hebraico;
- O Novo Testamento, compilado originalmente em grego (embora alguns livros possam ter tido "um substrato hebraico-aramaico" e contenham alguma influência semítica na linguagem).

### Septuaginta
Tem sido debatido sobre "em que grau o grego bíblico representa a principal corrente do grego koiné" e "em que medida ele contém especificamente elementos de um substrato semita (cf. Primado do aramaico)". Estes poderiam ter sido induzidos, quer através da prática de tradução rígida dos originais hebraico ou aramaico, quer através da influência do grego regional não-padrão falado pelos judeus, de língua originalmente aramaica. Alguns dos recursos discutidos neste contexto são a ausência frequente, na Septuaginta, das partículas "μεν" e "δε", e o uso de "εγενετο" para denotar ocorrência passada. Finalmente foi descoberta a função de certos elementos do grego bíblico que a princípio pensava-se terem sido "elementos não-padrão".

### Novo Testamento
O grego empregado no Novo Testamento da Bíblia Sagrada é o grego koiné.

### Patrístico
O termo grego patrístico às vezes é usado para o grego escrito pelos Pais da Igreja, os teólogos cristãos da antiguidade. Escritores cristãos dos primeiros séculos tendiam a usar um registo simples do Koiné, relativamente próximo à linguagem falada de seu tempo, seguindo o modelo da Bíblia. Após o século IV, quando o cristianismo se tornou a religião oficial do Império Romano, mais registros eruditos do Koiné influenciado pelo aticismo vieram também a ser utilizados.

## Diferenças entre ogrego áticoe ogrego koiné
O estudo de abastadas fontes de seis séculos da existência do grego koiné revelou muitas mudanças linguísticas durante a existência do dialeto como língua popular; desde de sua origem, até a sua morte. As mudanças abrangem elementos como:
- fonologia
- morfologia
- gramática
- vocabulário

A maioria dos dialetos surgidos começaram, cada vez mais, a se tornarem mais freqüentes, até serem estabelecidos. Mesmo depois das transformações sofridas, o koiné continuou a guardar semelhanças com seus sucessores, medieval e moderno, e quase todas as características do grego moderno podem ser encontradas em documentos remanescentes escritos em koiné. Como a maioria das alterações entre o grego moderno e o grego arcaico foram introduzidas através do koiné, este é amplamente acessível aos falantes da variante moderna da língua.

### Fonologia
Durante o período geralmente designado como "helenístico", uma grande mudança fonológica ocorreu: no início do período, a pronúncia era praticamente idêntica à do grego arcaico, enquanto que, ao término do período, tinha muito mais em comum com o grego moderno.
As três alterações mais significativas nesse período foram: o abandono da distinção da vogal longa, a substituição do sistema de acento tonal por um sistema de acento tônico, e a monotongação de vários ditongos.
Evolução na fonologia é resumida abaixo:
- A antiga distinção entre vogais longas e curtas foi gradualmente perdida, e desde o século II a.C. todas as vogais eram isócronas.[8]
- Desde o século II a.C., os meios de acentuação de palavras alteradas tonais para tônicas, significando que a sílaba acentuada não é mais pronunciada em tom musical, mas mais alto e/ou mais forte.[8]
- O espírito aspirado (aspiração), que já havia sido perdido no grego jônico, das várias regiões da Ásia Menor, e no grego eólico, de Lesbos, deixou de ser pronunciado e escrito em textos populares.[8]
- Ditongos longos, que nos tempos mais remotos eram escritos com um ι subscrito depois de uma vogal longa, deixaram de ser pronunciados e escritos em textos populares.[8]
- Os ditongos αι, ει, e οι tornaram-se simples vogais. Desta maneira "αι", que já havia sido convertido pelos beócios em um "e" longo desde o século IV a.C. e escrito η (e.g. πῆς, χῆρε, μέμφομη), tornou-se, no koiné, primeiro um "e" longo, e depois um "e" breve. O ditongo ει já havia se fundido com o "ι" no século V a.C., em regiões como Argos, ou no século IV, em Corinto (e.g. ΛΕΓΙΣ), e adquiriu esta pronúncia também no Koiné. O ditongo οι adquiriu a pronúncia [y], semelhante ao "u" do francês moderno, que durou até o século X. O ditongo υι veio a ser pronunciado [yj], e permaneceu.
- Os ditongos αυ e ευ eram pronunciados [av] e [ev], (via [β] e [eβ]), porém, por vezes, são pronunciados [af], [ef], antes das consoantes mudas θ, κ, ξ, π, σ, τ, φ, χ, e ψ, devido a um processo de assimilação linguística.[8]
- Vogais simples preservaram sua pronúncia arcaica, exceto "η", que é pronunciado como o [ι], e o "Y" manteve a pronúncia [y] do francês moderno "u" até o século X, e mais tarde foi também pronunciado como [ι]. Com tais mudanças na fonologia, houve erros de ortografia entre υ e οι, enquanto o som de ι era multiplicado (iotacismo).[8]
- As consoantes também preservaram a sua pronúncia arcaica em grande medida, à exceção de β, γ, δ, φ, θ, χ e ζ. Β, Γ, Δ (beta, gama, delta), que eram originalmente pronunciadas [b, ɡ, d], adquiriram os sons de v, gh, e dh (/v/ (via [β]), [ɣ], [ð]), que possuem ainda hoje, exceto quando precedidas por uma consoante nasal (μ, ν); nesse caso, elas mantêm os seus sons antigos (e.g. γαμβρός — γαmbρός, άνδρας — άndρας, άγγελος — άŋgελος). As últimas três letras (Φ, Θ, Χ), que eram inicialmente pronunciadas como aspiradas (/pʰ/, /tʰ/ e /kʰ/ respectivamente), desenvolveram-se para as fricativas [f] (via [ɸ]), [θ], e [x]. Finalmente a letra "Z", que ainda é classificada como uma consoante dupla - outros exemplos são "ξ" e "ψ" -, pois nos primórdios do grego ático "σδ" era pronunciada como /sd/, adquiriu mais tarde o som de /z/, como aparece no inglês e no grego moderno.[8]

### Fonologia do grego do Novo Testamento
A tabela abaixo apresenta uma "reconstrução" do grego koiné (o mesmo do Novo Testamento), que decorre, em certa medida, do dialeto falado na Judéia e na Galiléia durante o século I e semelhante ao dialeto que era falado em Alexandria. Observe que as pronúncias de determinados fonemas diferem do dialeto koiné. Observe o brando β "surdo" na posição intervocálica, a preservação do valor fricativo plosivo de "ph", "th" e "kh", a preservação de uma distinção entre as quatro vogais seguintes: "e", "ê", "i", "y " (a pronúncia desta última vogal, no grego moderno, ainda é "arredondada", semelhante à pronúncia do "u" francês), dentre outras características.
| Grego clássico    | α | β | β | γ   | δ | ε | ζ  | η | θ  | ι | κ | λ   | μ | ν | ξ  | ο | π | ρ | σ | σ | σσ | τ | υ | φ  | χ  | ψ  | ω | αι | ει | οι | αυ    | ευ    | ηυ    | ου |
| AFI (koiné)       | ɑ | b | β | ɣ   | d | ɛ | zː | e | tʰ | i | k | l   | m | n | ks | o | p | ɾ | s | z | sː | t | y | pʰ | kʰ | ps | o | ɛ  | i  | y  | ɑw    | ɛw    | ew    | u  |
| AFI (gr. moderno) | ɑ | v | v | ɣ,ʝ | ð | e | z  | i | θ  | i | k | l,ʎ | m | n | ks | o | p | r | s | s | s  | t | i | f  | x  | ps | o | e  | i  | i  | ɑv,af | e̞v,e̞f | iv,if | u  |

### Epitáfio de Sícilo

Enquanto viveres, brilha; não sofras nenhum mal. A vida é curta; e o tempo cobra suas dívidas.

Neste arquivo de áudio você pode ouvir a pronúncia do grego koiné do Epitáfio de Sícilo. Acredita-se que a composição é a mais antiga e completa do mundo preservada com a notação musical (entre 200 e 100 a.C.).

## Amostras de textos
Os trechos a seguir ilustram o desenvolvimento fonológico no período do koiné. As transcrições fonéticas são provisórias, e destinam-se a ilustrar duas diferentes fases do desenvolvimento reconstruídas, uma variedade precoce conservadora ainda relativamente perto do ático Clássico, e um pouco mais tarde, a variedade mais progressiva aproximação grego moderno em alguns aspectos.

### Amostra 1 - Um decreto romano
O trecho a seguir, a partir de um decreto do senado romano para a cidade de Tísbas em Beócia em 170, é processado em uma pronúncia reconstruída representando uma variedade conservadora hipotética do grego koiné continental na era helenista antiga. A transcrição mostra parcialmente, mas ainda não concluída, a mudança de η e ει para / i /, a retenção de acento tonal, a fricativização de γ a / j / mas sem a fricativização de outras paradas até agora, e retenção da inicial de palavras /h/.

### Amostra 2 - Novo Testamento Grego
O trecho a seguir, no início do Evangelho de São João, é processado em uma pronúncia reconstruída representando uma variedade de Koiné progressiva popular no início da era cristã, com as vogais se aproximando do grego moderno.

### Amostra 3 - Antigo Testamento Grego
Esta é a versão da LXX de Josué, datado de c. 150 a.C.. Este grego é o "grego bíblico" discutido acima. Note que, devido à literalidade deste texto, em muitos aspectos, não se enquadra o grego helenístico do tempo, cheio de semitismos.